# Sicarius cariri
Espèce
Sicarius cariri est une espèce d'araignées aranéomorphes de la famille des Sicariidae.

## Distribution
Cette espèce est endémique du Brésil. Elle se rencontre dans les États du Maranhão, du Piauí, du Ceará, du Pernambouc, d'Alagoas, de Bahia, du Tocantins et du Goiás.

## Description
Le mâle holotype mesure 12,25 mm et la femelle paratype 13,05 mm.

## Publication originale
- Magalhães, Brescovit & Santos, 2013 : The six-eyed sand spiders of the genus Sicarius (Araneae: Haplogynae: Sicariidae) from the Brazilian caatinga. Zootaxa, no 3599, p. 101-135.